# Lucanus szetschuanicus
Lucanus szetschuanicus es una especie de coleóptero de la familia Lucanidae.

## Distribución geográfica
Habita en Sichuan (China).

## Subespecies
‌* Lucanus szetschuanicus lati
- Lucanus szetschuanicus szetschuanicus